# シモン・ド・ダンマルタン
シモン・ド・ダンマルタン（フランス語：Simon de Dammartin, 1180年 - 1239年9月21日）は、ダンマルタン伯アルベリク3世と、クレルモン伯ルノー2世の娘で女子相続人のマティルド・ド・クレルモンの息子。

## 生涯
シモンは、ブローニュ伯領の相続人イド・ド・ロレーヌを誘拐し結婚を強要したダンマルタン伯ルノー1世の弟であった。フランス王フィリップ2世はダンマルタン家との同盟を強化するために、1208年にシモンが王の姪であるポンチュー女伯マリーと結婚することを許可したとみられる。ダンマルタン家のルノーとシモンは最終的にイングランド王ジョンと同盟を結ぶことになる。1214年、兄弟はブーヴィーヌの戦いでフィリップ2世と対峙した。フランス軍が戦いに勝利し、ルノーは投獄され、シモンは追放された。
マリーの父ポンチュー伯ギヨーム4世はフィリップ2世に忠実であり続けた。1221年にギヨーム4世が亡くなると、フィリップ2世はマリーの相続を拒否し、ポンチュー伯領を従兄弟の息子ドルー伯ロベール3世に委ねた。フィリップ2世の死後、マリーは1225年に次代のフランス王ルイ8世と同盟を結ぶことができた。ポンチュー伯領はルイ8世が保持し、シモンは王家の許可を得た場合にのみこの領地や他の領地に入ることが許可された。1231年、シモンはその条件に同意し、王の同意なしに娘たちの結婚交渉には応じないと付け加えた。

## 結婚と子女
シモンはポンチュー伯ギヨーム4世とヴェクサン女伯アデル・ド・フランスの娘であるマリーと結婚した。マリーは1225年にポンチュー女伯となった。シモンとマリーの間には4女が生まれた。
- ジャンヌ（1220年 - 1278年） - カスティーリャ＝レオン王フェルナンド3世と結婚[5]、ファルヴィーおよびラ・エレル領主ジャン・ド・ネールと再婚[5]
- マティルド（1279年没） - シャテルロー子爵ジャンと結婚
- フィリッパ（1280年没） - ウー伯ラウル2世・ド・リュジニャンと結婚[6]、クシー領主ラウル2世と結婚[6]、ゲルデルン伯オットー2世と結婚[7]
- マリー - ルシー伯ジャン2世と結婚